# Leptoteleia oecanthi
Leptoteleia oecanthi är en stekelart som först beskrevs av Riley 1893.  Leptoteleia oecanthi ingår i släktet Leptoteleia och familjen Scelionidae. Inga underarter finns listade i Catalogue of Life.